# Gerda Fassel

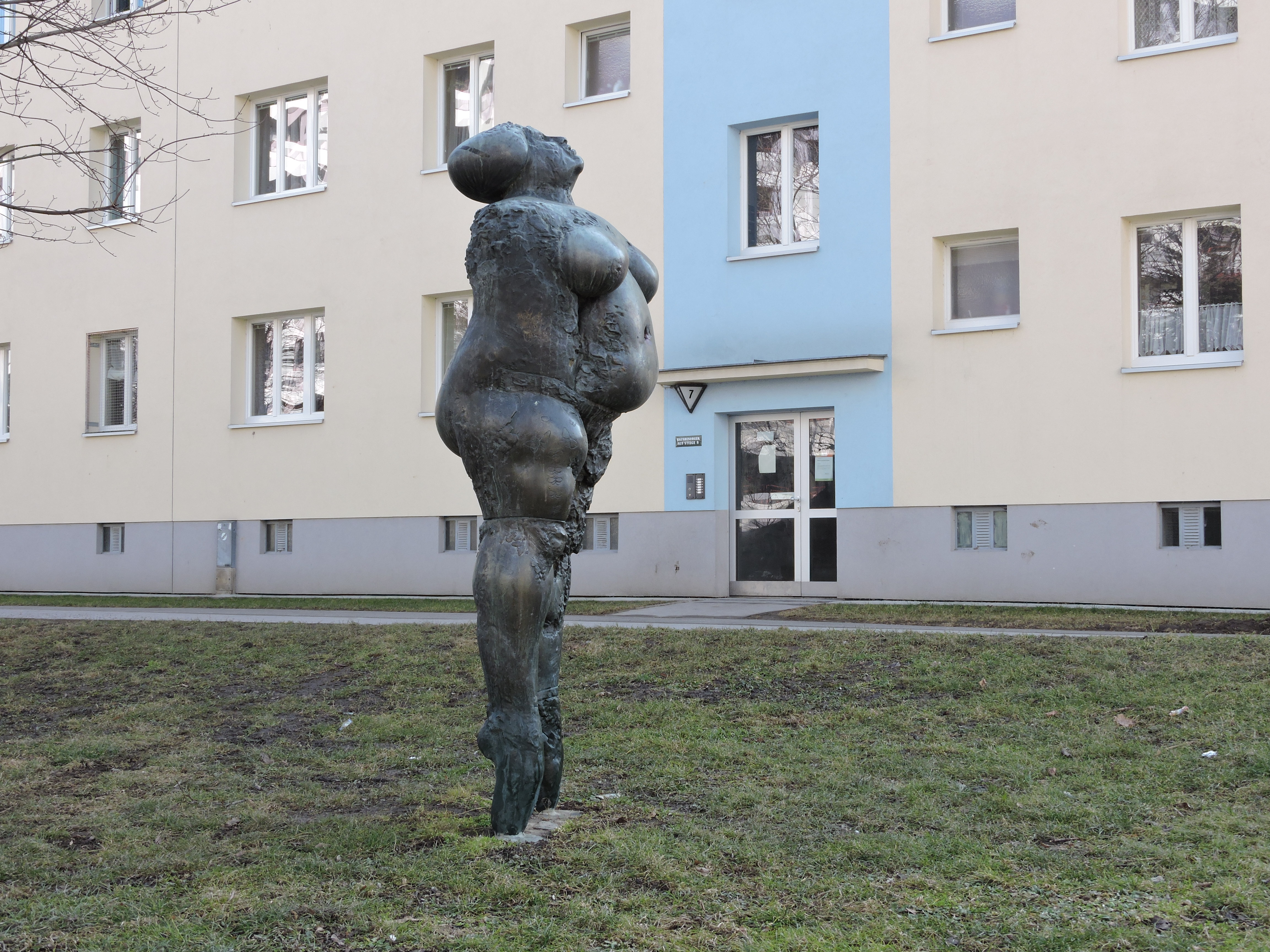
Bronzeplastik Katharina von Österreich an der Marco-Polo Promenade beim Heinz-Nittel-Hof in Wien 21. (Foto: 2015)

Gerda Fassel (* 14. August 1941 in Wien; † 6. Mai 2025 ebenda) war eine österreichische Bildhauerin und Hochschullehrerin.

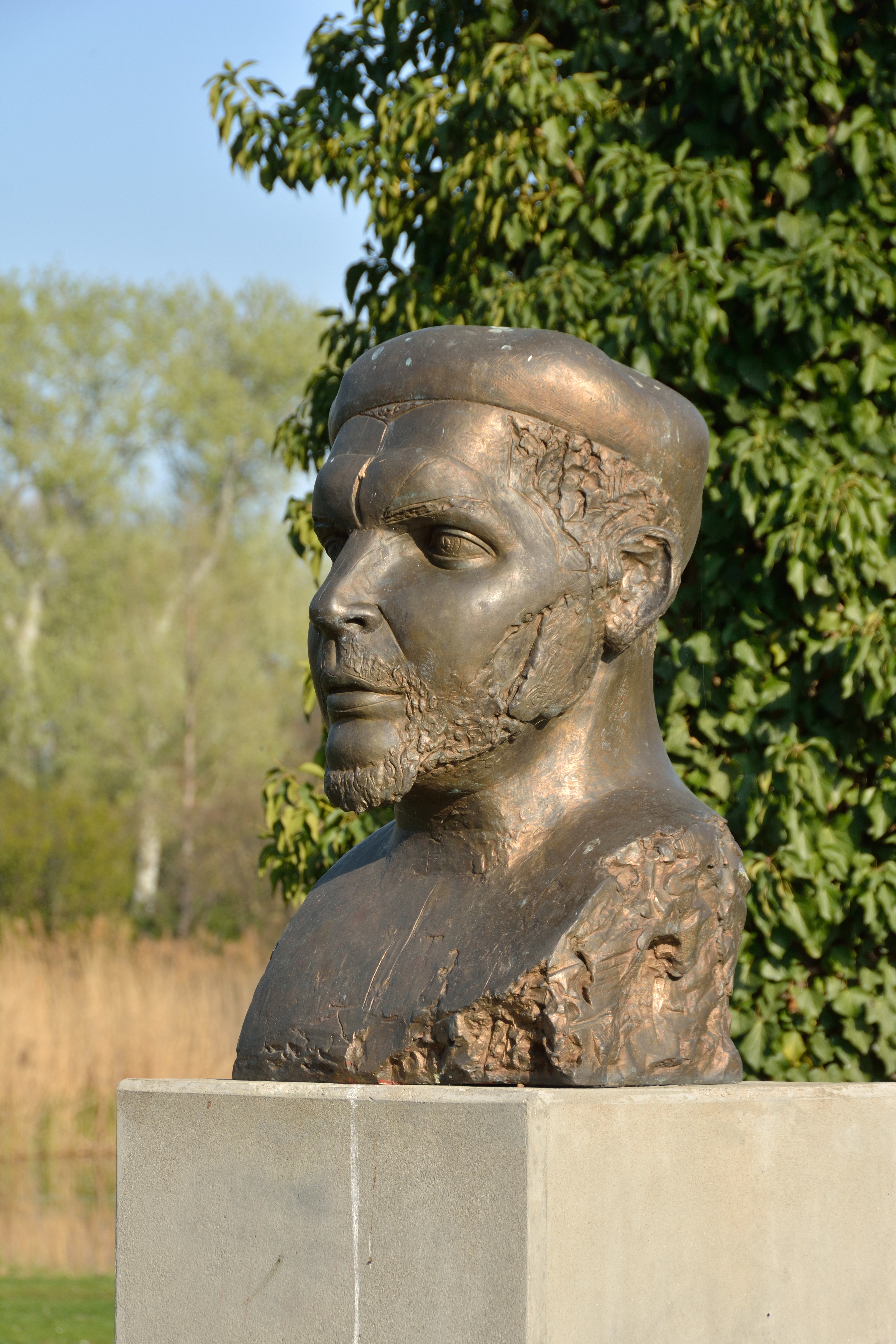
Bronzebüste Ernesto Che Guevara im Donaupark, Wien 22. (Foto: 2014)

## Leben
Fassel machte von 1955 bis 1958 eine kaufmännische Lehre und arbeitete bis 1962 vorwiegend in diesem Beruf, wobei sie von 1960 bis 1961 die Wiener Kunstschule bei Hans Staudacher besuchte. Von 1962 bis 1965 arbeitete Fassel in Florida und New York (USA) im Gastgewerbe und studierte an der Art Students League of New York Bildhauerei bei José de Creeft. Von 1965 bis 1968 machte Fassel die Matura und studierte dann von 1968 bis 1972 an der Hochschule für angewandte Kunst in Wien Bildhauerei bei Hans Knesl und Wander Bertoni.
Nach einer Gastprofessur von 1996 bis 1998 hatte Fassel von 1998 bis 2006 das Ordinariat für Bildhauerei an der Hochschule für angewandte Kunst in Wien. Sie führte die Meisterklasse für Bildhauerei in der Nachfolge von Alfred Hrdlicka.

## Anerkennungen
- 1982: Preis der Stadt Wien für Bildende Kunst
- 2001: Österreichisches Ehrenkreuz für Wissenschaft und Kunst
- 2015: Goldenes Ehrenzeichen für Verdienste um das Land Wien